# Municipio de Perch Lake
El municipio de Perch Lake (en inglés: Perch Lake Township) es un municipio ubicado en el condado de Carlton en el estado estadounidense de Minnesota. En el año 2010 tenía una población de 1046 habitantes y una densidad poblacional de 11,06 personas por km².

## Geografía
El municipio de Perch Lake se encuentra ubicado en las coordenadas 46°43′34″N 92°37′36″O / 46.72611, -92.62667. Según la Oficina del Censo de los Estados Unidos, el municipio tiene una superficie total de 94.58 km², de la cual 89,86 km² corresponden a tierra firme y (5 %) 4.73 km² es agua.

## Demografía
Según el censo de 2010, había 1046 personas residiendo en el municipio de Perch Lake. La densidad de población era de 11,06 hab./km². De los 1046 habitantes, el municipio de Perch Lake estaba compuesto por el 68,07 % blancos, el 0,1 % eran afroamericanos, el 25,62 % eran amerindios, el 0,1 % eran asiáticos, el 0,29 % eran de otras razas y el 5,83 % eran de una mezcla de razas. Del total de la población el 3,92 % eran hispanos o latinos de cualquier raza.